# Frederik Christian Holsten (søofficer)
 Der er flere personer med dette navn, se Frederik Christian Holsten (stiftamtmand).
Frederik Christian Holsten (6. oktober 1783 i Egersund – 31. oktober 1816 i Tunis) var en dansk søofficer, bror til Andreas Holsten og Carl August Holsten.
Han var søn af kommandør Christian Holsten (17. marts 1747 – 7. august 1811, ikke relateret til adelsslægten) og Elisabeth f. Faye, blev kadet 1795, vandt Gerners Medalje 1799, blev sekondløjtnant 1800, premierløjtnant 1807, kaptajnløjtnant 1811 og afgik på grund af svagelighed 23. april 1814 med kaptajns karakter.
I året 1806 erholdt han 3 års orlov for at gå i udenlandsk krigstjeneste, men kom allerede tilbage ved krigens udbrud 1807. Året efter ansattes han på den såkaldte Scheldeflåde, hvor 2 franske linjeskibe under kaptajnerne lensbaron Hans Holsten og Sigvart Urne Rosenvinge blev besatte med danske folk. Under de meget vanskelige forhold her lykkedes det ikke de 2 chefer at bevare et godt forhold til de franske marineautoriteter, som 28. januar 1809 fratog dem deres kommandoer og belagde dem med arrest. Herover blev Holsten og premierløjtnant Jørgen Conrad de Falsen så forbitrede, at de gjorde fælles sag med mandskabet og nægtede de franske myndigheder lydighed. Deres dristige opførsel havde nær fået de alvorligste følger, men man nøjedes med at hjemsende dem. Ved tilbagekomsten til Tønning fik de i april dikteret en straf af 6 måneders arrest hver, men allerede i juni samme år frigaves de atter. Holsten ansattes derefter ved kanonbådsforsvaret i Storebælt, hvor han 7. november foretog et dristigt indfald i en engelsk konvoj og borttog adskillige værdifulde priser. Denne affære, der i sin udførelse minder stærkt om Tordenskiolds voveligste optræden, findes omstændelig beskreven i J.P. Withs Danske og norske Søheltes Bedrifter.
1811-13 fungerede Holsten som generalkonsul i Göteborg i Sverige, hvor han spillede en vigtig rolle ved underhandlingerne med Sverige. Ved sin hjemkomst efter Norges adskillelse ansattes han som chef for det nylig oprettede Pontonnerkorps, der var med i det hjælpekorps, som Danmark i krigen stillede til den franske armés rådighed. Det var et kompagni af matroser, der hørte til et auxiliærkorps under kommando af prins Frederik af Hessen, der var underlagt den franske hærstyrke ved Hamborg. Holsten udførte sin tjeneste på udmærket vis og fik bedste anbefalinger af prins Frederik. Da prins Christian Frederik i foråret 1814 var udråbt til Norges konge, sendte denne bud efter Holsten, der gennem sin mors slægt var knyttet til Norge. Holsten fik efter ansøgning sin afsked fra den danske marine i marts samme år og rejste til Norge, hvor han udnævntes til kaptajn og tiltrådte tjeneste som generaladjudant hos kongen. Da denne i slutningen af oktober måtte forlade Norge og vende tilbage til Danmark fik han følgeskab af Holsten, der derefter, rimeligvis efter opmuntring af prins Christian Frederik, rejste til Tunis for at foretage arkæologiske studier, men døde der ugift 31. oktober 1816 og er begravet der. 28. januar 1812 var han blevet Ridder af Dannebrog og 23. februar 1814 Dannebrogsmand.
Der findes et portrætmaleri af Holsten malet 1812 af F.C. Gröger (familieeje).